# باریش آتای
باریش آتای (انگلیسی: Barış Atay؛ زادهٔ ۲۲ سپتامبر ۱۹۸۱) بازیگر و سیاستمدار اهل ترکیه است.
از فیلم‌ها یا برنامه‌های تلویزیونی که وی در آن نقش داشته‌است می‌توان به به روزهای بهتر اشاره کرد.